# 레이철 테일러
레이철 테일러(영어: Rachael Taylor, 1984년 7월 11일 ~ )는 오스트레일리아 출신으로 주로 미국에서 활동하는 배우 겸 모델이다. 자국의 드라마에 출연하다가 할리우드로 넘어와 《맨-씽》(2005), 《씨 노 이블》(2006), 《와인 미라클》(2008) 등 영화에 비중 있는 역할로 출연했다. 대한민국에서는 특히 마이클 베이 감독의 《트랜스포머》(2007)에서 암호 해독 전문가 매기 역을 맡은 배우로 알려져 있다. 《미녀삼총사》(2011), 《그레이 아나토미》(2011), 《666 파크 애비뉴》(2012), 《크라이시스》(2013) 같은 미국 드라마에서도 주연급 배역을 맡았다.
2015년 공개된 넷플릭스 제작 드라마 《제시카 존스》에서는 퍼트리샤 "트리시" 워커 역을 맡았다. 트리시 워커는 원작 마블 코믹스에서는 '팻시 워커 / 헬캣'으로 알려진 캐릭터로, 드라마에서는 주인공 제시카의 절친한 친구 역할이다.

## 학력
- 리버사이드 고등학교
- 시드니 대학교

## 출연작 목록

### 영화
| 연도 | 제목                   | 원제                   | 배역                   | 비고      |
| ---- | ---------------------- | ---------------------- | ---------------------- | --------- |
| 2005 | 맨-씽                  | Man-Thing              | 테리 엘리자베스 리처즈 |           |
| 2006 | 씨 노 이블             | See No Evil            | 조이 워너              |           |
| 2007 | 트랜스포머             | Transformers           | 매기 매드슨            |           |
| 2008 | 와인 미라클            | Bottle Shock           | 샘 풀턴                |           |
| 2008 | 셔터 인 도쿄           | Shutter                | 제인 쇼                |           |
| 2008 | 더 클럽                | Deception              | 복도의 여자            |           |
| 2009 | 시더 보이즈            | Cedar Boys             | 에이미                 |           |
| 2009 | 스플린더헤즈           | Splinterheads          | 갤럭시                 |           |
| 2009 | 고스트 머신            | Ghost Machine          | 제스                   |           |
| 2010 | 프로비던스 파크        | Providence Park        | 자전거 소녀            | 단편 영화 |
| 2010 | 서머 코다              | Summer Coda            | 하이디                 |           |
| 2011 | 레드 독                | Red Dog                | 낸시 그레이            |           |
| 2011 | 다크 아워              | The Darkest Hour       | 앤                     |           |
| 2012 | 벤에게 질문 있는 사람? | Any Questions for Ben? | 앨릭스                 |           |
| 2014 | 더 로프트: 비밀의 방   | The Loft               | 앤 모리스              |           |
| 2016 | ARQ                    | ARQ                    | 해나                   |           |
| 2016 | 골드                   | Gold                   | 레이철 힐              |           |
| 2016 | 위그숍                 | Wig Shop               | 릴리                   | 단편 영화 |
| 2018 | 하얀 난초              | White Orchid           | 제시카                 |           |
| 2018 | 레이디스 인 블랙       | Ladies in Black        | 페이                   |           |
| 2019 | 아메리칸 잡            | Finding Steve McQueen  | 몰리 머피              |           |

### 텔레비전 드라마
| 연도    | 제목             | 원제               | 배역                     | 비고                                                                  |
| ------- | ---------------- | ------------------ | ------------------------ | --------------------------------------------------------------------- |
| 2005    | 헤라클레스       | Hercules           | 네메아의 사자 / 스핑크스 | 미니시리즈                                                            |
| 2005    | 매클로드의 딸들  | McLeod's Daughters | 내털리 루이즈 브라운     | "Old Flames" 에피소드 출연                                            |
| 2005-06 | 헤드랜드         | headLand           | 사샤 포브스              | 주연                                                                  |
| 2011    | 그레이 아나토미  | Grey's Anatomy     | 닥터 루시 필즈           | 에피소드 8회분 출연                                                   |
| 2011    | 미녀 삼총사      | Charlie's Angels   | 애비 심슨                | 주연                                                                  |
| 2012-13 | 666 파크 애비뉴  | 666 Park Avenue    | 제인 밴빈                | 주연                                                                  |
| 2014    | 크라이시스       | Crisis             | 수지 던                  | 주연                                                                  |
| 2015-19 | 제시카 존스      | Jessica Jones      | 트리시 워커              | 조연                                                                  |
| 2016    | 루크 케이지      | Luke Cage          | 트리시 워커              | 목소리 카메오 시즌1 〈약한자에게는 경호원이 필요한 법〉 에피소드 출연 |
| 2017    | 디펜더스         | The Defenders      | 트리시 워커              | 주연                                                                  |
| 2017    | 하우스 오브 본드 | House of Bond      | 다이애나 블리스          | 미니시리즈                                                            |